# Francesco Petronio (médecin)
Pour les articles homonymes, voir Francesco Petronio et Petronio.
Francesco Petronio, né le 27 décembre 1840 à Castelforte et mort le 1er mars 1895 à Naples, est un chirurgien orthopédique italien , professeur universitaire, conseiller communal à Naples et conseiller provincial de Terre de Labour, ainsi que député au Parlement du royaume d'Italie.
Il fut le fondateur et le directeur de la clinique de traumatologie de l'université de Naples et le premier chirurgien de l'hôpital des Pèlerins de la Paix.